# Musique argentine

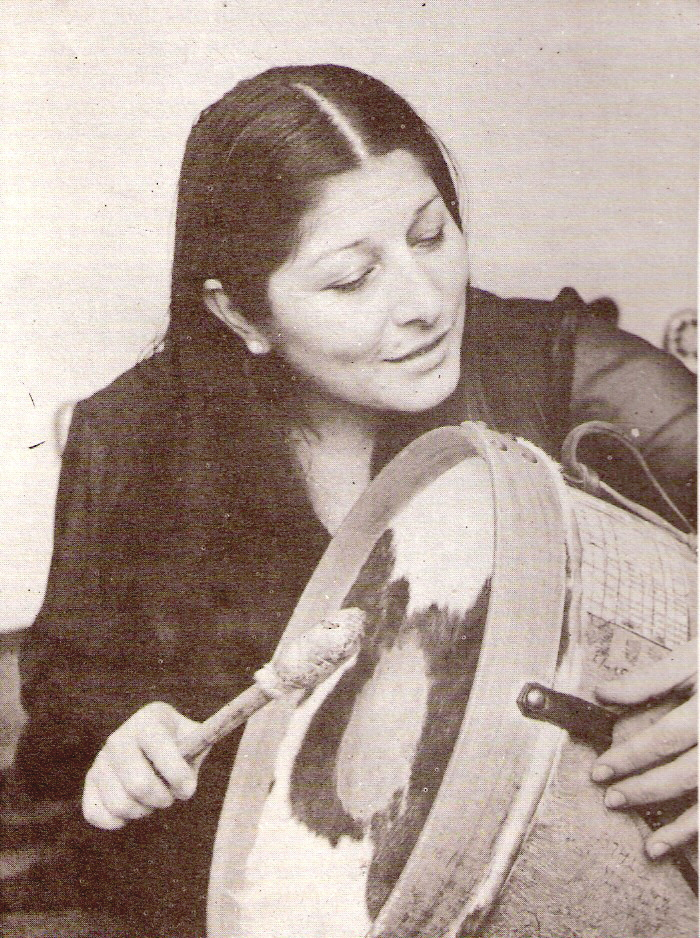
La chanteuse Mercedes Sosa en 1982.

L'Argentine est principalement connue pour le tango, qui a été développé à Buenos Aires et dans ses alentours, ainsi qu'à Montevideo, Uruguay. Folk, musique populaire et musique classique sont également reconnues, les artistes argentins tels que Mercedes Sosa ou Atahualpa Yupanqui ont largement contribué au développement de la nueva canción. Le rock argentin a également apporté une musique révoltée en Argentine, puis le rap. Tous semblent continuer de puiser dans la musique traditionnelle très vivace encore, c'est pourquoi les interprètes connus sont souvent sur plusieurs genres.

## Musique traditionnelle
La musique folklorique est une musique typique de l'Argentine issue des indigènes de l'époque : indigènes des plaines (guaranis) avec le chamamé, des montagnes avec la musique (mapuche), ainsi qu'avec le yaraví. La musique folklorique est aussi issue des esclaves africains qui pour une grande partie ont disparu (esclaves morts au travail pour laisser la place aux immigrés européens dans les plantations mais aussi dans les mines), avec le candombe, la saya (plus au nord). Ses origines peuvent aussi être retracées chez des immigrés de toutes classes (cueca) et des instruments des uns et des autres, modifiés et adaptés.
Les styles couvrent souvent des zones importantes dépassant parfois les frontières, comme la cueca. Cette chanson est toujours aussi importante et draine une population importante aux concerts et aux évènements. Les genres et danses de musique folklorique comprennent : baguala, caluyo, candombe, carnavalito, chacarera, chamarrita (en), chamamé, chaya, cifra, cielito (ca), cogollo (ou cogoyo), copla, cuarteto, cueca, décima, escondido, gato, guaracha santiagueña, huayno, huella (es), malambo, media caña, milonga pampeana, murga, payada, pericón, polka argentine, rasguido doble, refalosa, saya, tango,, tonada, tristecito, triunfo, valsecito criollo, vidala, Vidalita (es), yarabí (ou yaravi), et zamba. La huella n'est plus guère connue en Europe que par la Misa Criolla d'Ariel Ramírez et sa Navida Nuestra. C'est aussi une danse (documentée sur sa page en espagnol, présente sur de sites comme YouTube).
Le saint patron de la musique traditionnelle ou du folklore argentin est François Solano. On peut citer aussi Jorge Cafrun, Eduardo Falu, et Jaime Torres.
Eduardo Falú œuvre pendant sa carrière pour la guitare en utilisant les rythmes indigènes ou d'autres, argentins (zamba...) ou venant de tout le continent comme la tonada, alors que Jorge Cafrune se concentrait sur son pays (zamba, baguala...). Tous ces artistes ont eu plus ou moins une audience internationale dans les années 70 à 80, au temps des dictatures, seuls quelques-uns restent dans les mémoires européennes alors que leurs héritiers remplissent toujours les stades et les salles de concert d'Argentine, renouvelant les styles en revendiquant les racines.

### Musique andéenne

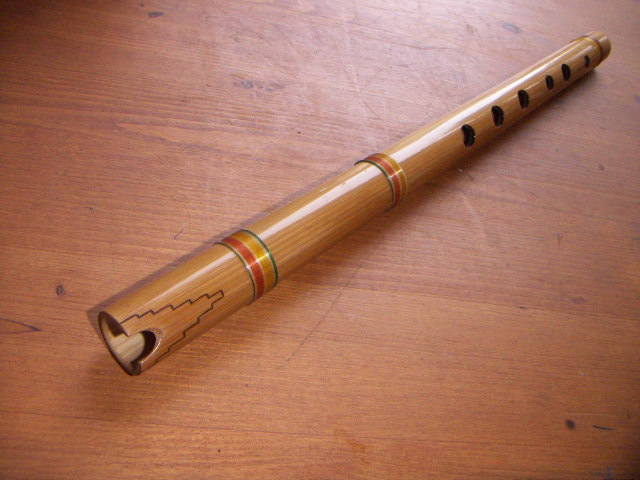
Quena.

Cette musique est très présente en Argentine quand on s'approche des montagnes. Elle est multiple et recouvre beaucoup des rythmes ci-dessus. C'est celle qui fait la belle part aux instruments andins : quena, siku, charango. Elle est reliée aux différentes ethnies, dont les Mapuchés, à cheval sur l'Argentine et le Chili, les autres ayant été plus ou moins décimées par les maladies et l'esclavage. Leurs successeurs en esclavage n'ont guère eu plus de chance, la population noire après avoir été importante au début s'est rapidement réduite faute de renouvellement. Elle a aussi laissé une musique particulière (la saya et d'autres plus au nord). Les deux populations ont aussi mêlé leurs musiques. On retiendra principalement le Yaravi.
La musique précolombienne était à base de percussions et d'instruments à vent en bois, roseau (siku), canne (quena, 2130 av. J.-C. en Argentine), mais aussi en terre cuite (ocarina, 12 000ans av. J.-C.). Les instruments à cordes étaient inconnus mais les Indiens, interdits de musique par le système esclavagiste se sont approprié la guitare (vihuela) des Espagnols dans un format permettant la cache et le transport, le charango. Les percussions déjà importantes se sont étoffées des apports des Africains et des Européens.
Atahualpa Yupanqui a été un des principaux promoteurs de la reconnaissance des musiques d'Argentine, suivi par Mercedes Sosa et par la nouvelle génération actuellement. Ariel Ramirez est connu pour avoir intégré des rythmes locaux dans sa Misa Criola, mais aussi dans le reste de ses œuvres de musique classique. On notera ainsi nombre de vidala et de baguala.

## Musique classique
Les artistes du genre comprennent : Silvia Fómina, Carlos Guastavino, Alberto Ginastera, et Astor Piazzolla.

## Musique populaire

### Tango
Au cours des premières décennies du XXe siècle, de nouveaux artistes de tango (ou Guardia Nueva) apparaissent, parmi lesquels Guillermo Barbieri, Carlos Gardel et Alfredo Le Pera, qui enregistre Por una cabeza à New York le 19 mars 1935. D'autres auteurs-compositeurs-interprètes de tango de l'époque sont José María Aguilar Porrás et Ángel Domingo Riverol, tous les cinq décédés le 24 juin 1935 dans l'accident aérien de Medellín.
La danse est un élément essentiel pour la diffusion du genre et se développe de deux manières : l'une avec un rythme joyeux, rapide et vif, l'autre avec un rythme triste, sentimental et concentré. Dans cette deuxième phase, les paroles prennent de l'importance, et chaque chanteur y apporte sa touche personnelle. Parmi les plus remarquables, citons Carlos Gardel, « el zorzal criollo », le diffuseur incontestable du tango. Julio Sosa, également connu sous le nom de « El Varón del Tango », l'un des artistes de tango les plus influents de l'histoire de l'Argentine.
Dans les années 1940, avec l'apport de musiciens et de poètes du pays, les artistes solo se tournent vers des thèmes évocateurs, familiers, amoureux ou testimoniaux.
La radio et le cinéma nationaux contribuent largement à faire entrer le tango dans une période de splendeur jusqu'au début des années 1950, avec des paroliers, chanteurs et musiciens de l'envergure d'Osvaldo Pugliese, Francisco Canaro, Enrique Cadícamo, Aníbal Troilo, Horacio Salgán, Homero Manzi, Edmundo Rivero, Astor Piazzolla et les frères Virgilio et Homero Expósito,.

### Rock
Le rock argentin, communément appelé rock nacional (« rock national »), est l'une des premières incarnations du rock en espagnol (rock en español). L'Argentine est l'un des principaux exportateurs de rock en español dans les années 1980. Plusieurs groupes argentins ont connu un succès international au cours de la décennie, notamment Soda Stereo, Virus et Enanitos Verdes.
Les débuts du rock 'n' roll argentin sont fortement influencés par les artistes anglophones. Le chanteur et acteur Sandro s'inspire d'abord d'Elvis Presley, ce qui lui vaut le surnom d'« Elvis argentin », et sa musique est souvent considérée comme le précurseur du rock argentin. À la même époque, l'émission de variétés El club del clan espère rivaliser avec le marché national du rock 'n' roll en proposant aux jeunes un mélange de musique pop, de rock 'n' roll, de boléro et de cumbia. L'émission est extrêmement populaire et fait de ses acteurs — dont Palito Ortega, Leo Dan, Billy Caffaro, Violeta Rivas, et Cachita Galán — les premières teen idols nationales,. Sandro et El Club del Clan offrent tous deux aux jeunes Argentins la possibilité d'écouter du rock 'n' roll en espagnol, à une époque où le marché est dominé par la musique en anglais

### Musique électronique

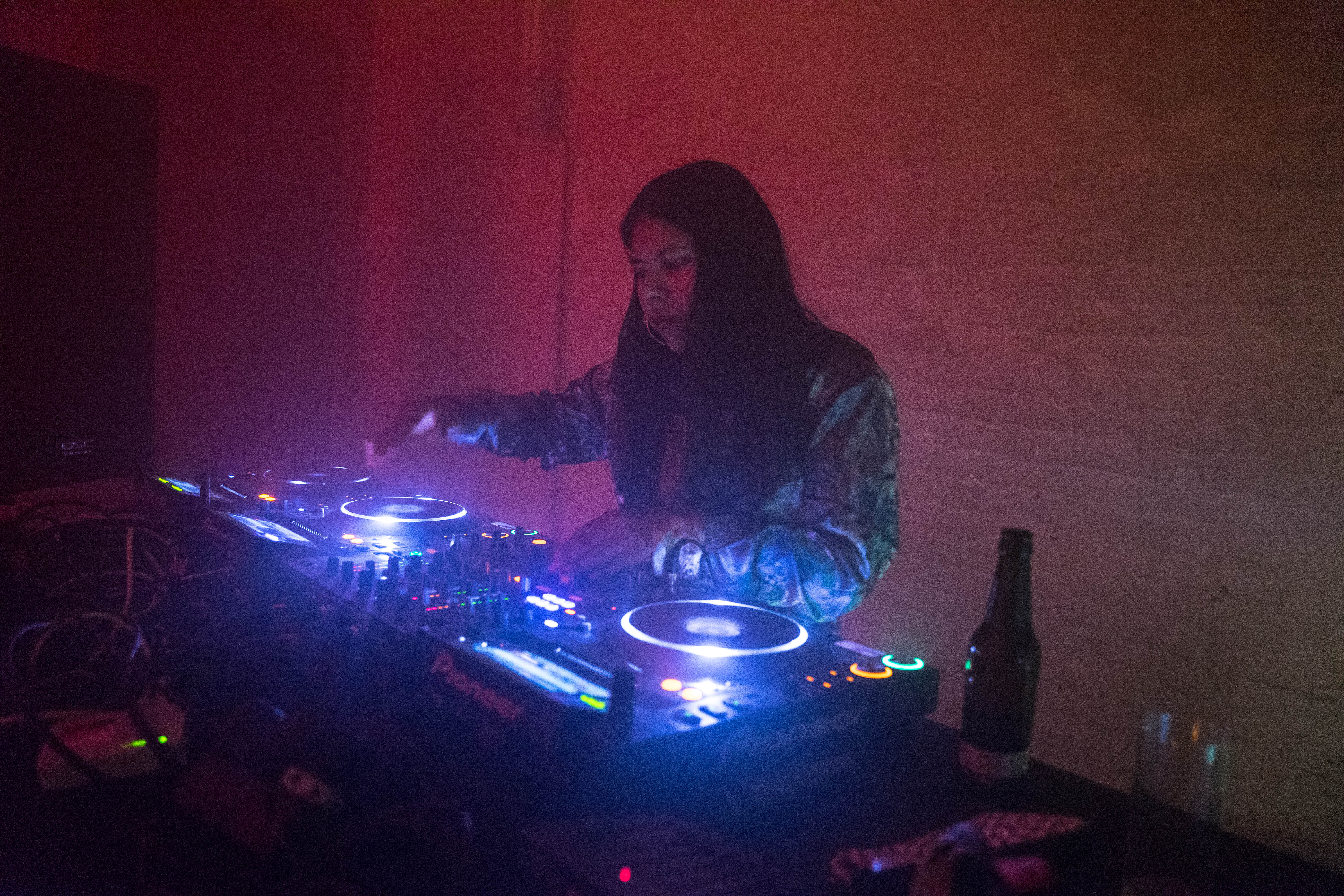
Tayhana, producteur argentin de musique électronique.

Le musicien de rock Gustavo Cerati est l'un des pionniers de l'electronica en Amérique du Sud dans les années 1980 et 1990, et le genre influence fortement son album Bocanada sorti en 1999,. Le genre continue à se développer dans les années 2000 et de nombreux artistes acquièrent une notoriété locale lors des soirées du Zizek Club au Niceto Club de Buenos Aires. Après trois ans, les soirées du club se sont transformées en ZZK Records, un label discographique indépendant qui contribue à l'émergence de l'electro-folklore en Amérique latine, en mettant l'accent sur la fusion de la cumbia,.
L'Argentine accueille également le festival annuel de musique électronique Creamfields BA.
Parmi les artistes électroniques argentins, citons le DJ Hernán Cattáneo, le groupe d'indietronica Entre Ríos, le groupe de synthpop Miranda!, les groupes de tango fusion Bajofondo Tango Club et Gotan Project, les artistes de cumbia fusion Faauna et El Remolón, Heatbeat, ainsi que le DJ et producteur Tayhana.

### Pop
Dans l'après-guerre, la pop argentine est fortement influencée par les musiciens américains et anglais. Dans les années 1950 et 1960, le mouvement de la « nouvelle vague » marque le début d'une musique pop orientée vers la jeunesse en Amérique du Sud. Les musiciens ont souvent enregistré des versions en espagnol de chansons populaires en anglais, ce qui contribue à combler les écarts culturels et à captiver le public dans tout le pays. Billy Cafaro, Violeta Rivas et Palito Ortega, qui jettent les bases de l'essor de la musique pop argentine, comptent parmi les premiers interprètes pop de cette période
Au cours des années 1970 et 1980, plusieurs groupes argentins de rock adoptent des éléments de la pop, donnant naissance au mouvement de la « fun music ». Des groupes tels que Los Twist, Viuda e hijas de Roque Enroll et Los Abuelos de la Nada incorporent des refrains répétitifs et des rythmes dansants dans leur musique, créant une fusion unique de rock et de pop qui trouve un écho auprès du public dans tout le pays. En outre, le groupe de cumbia pop Las Primas gagne en popularité avec des chansons entraînantes telles que « Saca la Mano, Antonio », diversifiant encore davantage le paysage de la pop argentine.
Miranda! devient une force pionnière de la pop argentine, brisant les barrières et redéfinissant le genre. Formé en 2001 par Ale Sergi, Juliana Gattas et Lolo Fuentes, le groupe devient rapidement célèbre grâce à ses mélodies accrocheuses, ses paroles enjouées et son énergie contagieuse. Leur premier album, Es mentira (2002), est un énorme succès qui les a propulsés au rang de stars. Le style muisical de Miranda!, caractérisé par un mélange de rythmes électroniques, de mélodies pop et de paroles impertinentes, trouve un écho profond auprès du public, en particulier des jeunes. Leurs albums suivants, dont Sin restricciones (2004) et El Disco de tu corazón (2007), renforce encore leur statut d'icônes de la pop. Miranda! remporte de nombreux prix et récompenses, dont plusieurs prix Gardel, et leur influence sur la musique pop argentine reste profonde,.
Dans les années 2010, la pop argentine voit l'émergence d'artistes solos qui apportent une énergie nouvelle et de l'innovation au genre. Lali, anciennement membre du groupe de teen pop Teen Angels, lance une carrière solo révolutionnaire en 2013, redéfinissant la scène pop argentine avec son style distinctif et ses influences internationales. Lali importe des sons issus des tendances pop mondiales et met l'accent sur des performances énergiques, des vidéos musicales innovantes et des costumes à la mode, établissant de nouvelles normes pour le genre,.
Le premier album de Lali, a bailar (2014), marque un avant et un après, mettant en avant sa polyvalence en tant qu'artiste et introduisant une nouvelle ère de la pop en Argentine. En 2016, son album Soy renforce encore son statut de sensation pop, récoltant les éloges de la critique et un succès commercial,. En 2023, Lali consolide sa position d'« icône pop » avec la sortie de son cinquième album studio, Lali. Cet album présente de multiples sons et éléments de la pop de la fin des années 1990 et du début des années 2000, rendant hommage aux artistes qui ont dominé cette période, comme Britney Spears, NSYNC, et Jennifer Lopez.

### Cumbia
La cumbia est une musique de type « folklorique » ; sa dérivée, la Cumbia villera, est représentative de la culture urbaine des marginaux.

### Cuarteto
Le cuarteto est un genre de musique populaire de la ville de Córdoba (Argentine). Il se caractérise par un rythme allègre et actif. Le cuarteto est l'héritier direct de la fusion de la musique que les immigrants italiens et espagnols ont apportée en Argentine, en particulier la tarentelle et le paso doble, bien qu'il ait été créé principalement par des membres de la classe ouvrière créole. En raison de son hybridation, il est complexe de délimiter les apports de cette musique populaire, bien qu'il y ait un accord sur l'influence des genres tropicaux d'Amérique du Sud, comme la Gaita zuliana, le jalaíto et le paseo, qui a des racines afro. À ses débuts, il était écouté dans les zones semi-rurales et joué par de petits orchestres de quatre musiciens (d'où le nom, qui a été étendu au genre) qui jouaient du piano, de l'accordéon, de la contrebasse et du violon, animant les fêtes.